# Motti
Motti är ett finskt ord för en militär omkrets. Ordet användes ursprungligen inom finländskt skogsbruk. Man kapade stockar och staplade dem i en kubikmeter stora högar (motti, från svenskans "mått") som man lämnade utspridda i skogen för att hämta senare.
Ordet motti fick en ny användning under vinter- och fortsättningskriget i Finland, då det blev slang för en taktisk manöver som gick ut på att splittra fiendens förband till flera små enheter, vilka man fokuserade merparten av styrkan på. Man omringade dessa grupper med små och lätta trupper, till exempel soldater på skidor vintertid, för att sedan successivt eliminera dem en och en. Det var en effektiv taktik, speciellt mot Sovjetunionens mekaniserade trupper, eftersom de var tvungna att hålla sig på vägar. De finska trupperna kunde däremot röra sig snabbt på skidor i omgivande terräng och slå till på utvalda svaga punkter.
Om den omringade enheten var alltför stark och en attack mot den skulle resultera i oacceptabelt stora egna förluster lämnade man mottin att "koka" tills den fick slut på ammunition och förnödenheter och var redo att attackeras. Vissa stora mottin varade ända till krigets slut, eftersom deras lager fylldes via flygtransporter.
Taktiken har gamla historiska anor och har i modern tid tillämpats exempelvis av den japanska armén åren 1941–1944 i strid mot vägbundna västerländska förband i djungelterräng, då som en anfalls- och inte försvarstaktik. 